# Greatest Hits + Five Unreleased
Greatest Hits + Five Unreleased è il terzo album del cantante statunitense Steve Perry.
L'album è una raccolta dei migliori brani dei precedenti album di Steve Perry. Sono inoltre presenti cinque brani mai pubblicati o inediti, come ad esempio I Stand Alone, cantata da Perry per la colonna sonora del film Disney La spada magica - Alla ricerca di Camelot, o Don't Fight It, duetto frutto della collaborazione col cantante Kenny Loggins.

## Tracce
1. Oh Sherrie Steve Perry, Bill Cuomo, Randy Goodrum, Craig Krampf Steve Perry (3:48)
2. Foolish Heart Steve Perry, Randy Goodrum Steve Perry (3:38)
3. She's Mine Steve Perry, Randy Goodrum Steve Perry (4:26)
4. Strung Out Steve Perry, Craig Krampf, Billy Steele Steve Perry (3:45)
5. Go Away Steve Perry, Bill Cuomo, Randy Goodrum Steve Perry (4:05)
6. When You're in Love (For the First Time) Steve Perry, Randy Goodrum Steve Perry (4:08)
7. Against the Wall Steve Perry, Randy Goodrum, Michael Landau Steve Perry (4:43)
8. Forever Right or Wrong (Love's Like a River) Steve Perry, Bill Cuomo, Lamont Dozier, Randy Goodrum, Michael Landau, Larrie "Londin, R. Jackson Steve Perry (4:29)
9. Summer of Luv Steve Perry, Bill Cuomo, Randy Goodrum, Michael Landau, Larrie Londin, R. Jackson Steve Perry (4:25)
10. Melody Steve Perry, Randy Goodrum Steve Perry (4:05)
11. Once in a Lifetime, Girl Steve Perry, Bill Cuomo, Randy Goodrum, Michael Landau, Rick Nowels, Larrie Londin, R. Jackson Steve Perry (4:51)
12. What Was Steve Perry, Randy Goodrum Steve Perry (3:58)
13. You Better Wait Steve Perry, George Hawkins, Moyes Lucas, John Pierce, Lincoln Brewster, Paul Taylor Steve Perry (4:55)
14. Missing You Steve Perry, Tim Miner Steve Perry (3:46)
15. I Stand Alone Steve Perry, David Foster, Carole Bayer Sager Steve Perry (3:42)
16. It Won't Be You Steve Perry, Adrian Gurvitz, Tony Brock Steve Perry (4:29)
17. If You Need Me, Call Me Steve Perry, Steve DeLacey Steve Perry (4:23)
18. Don't Fight It Steve Perry, Kenny Loggins (3:36)

- La traccia 18 è inclusa solo nella ristampa del 2006